# Ilhéu Pequeno
O ilhéu Pequeno é um ilhéu nas Ilhas Selvagens, Região Autónoma da Madeira, Portugal.